# Batgirl: Año uno
Batgirl: Año uno (originalmente en inglés Batgirl: Year One) es una miniserie en nueve partes publicada por DC Comics entre febrero y octubre de 2003. Escrita por Scott Beatty y Chuck Dixon, con dibujos de Marcos Martin y Álvaro López, la miniserie muestra cómo la moderna Barbara Gordon se convirtió en la primera Batgirl. Posteriormente a la publicación de la serie cómic, también en 2003, se editó el libro que incluía las nueve partes.

## Argumento
Barbara Gordon es una joven brillante y ambiciosa que ha logrado mucho en su vida, pero lucha por encontrar su verdadera vocación. Después de graduarse en su adolescencia, Barbara esperaba seguir los pasos de su padre y servir como una agente de la ley. Sin embargo, sus planes se descarrilaron por la sobreprotección de su padre y también por las limitaciones de la sociedad. Por esta razón, Barbara tomó un camino diferente y adoptó el papel de Batgirl. A medida que va aprendiendo su nueva forma de vida, surgen conflictos con Batman y se sitúa en el punto de mira de supervillanos novatos.

## Sinopsis
Parte 1: Baile de máscaras
La historia comienza in medias res, con Barbara Gordon vestida como Batgirl, enfrentándose al villano Polilla Asesina en un baile. A través de la narración, Barbara relata el mito griego de la profetisa Cassandra, que llevaba una máscara para ocultar su vergüenza a aquellos que ridiculizaban e ignoraban sus profecías, incluso después de que se hiciesen realidad.
Se produce un flashback y la historia se sitúa en la casa que comparte con su padre, el capitán de la policía de Gotham City, James Gordon. Bárbara le pide permiso para unirse al GCPD (Gotham City Police Department) como detective, pero él se lo prohíbe tajantemente, diciendo que con un policía en la familia es suficiente. Frustrada, Barbara solicita un trabajo como agente del FBI, pero es igualmente rechazada por ser muy joven y estatura.
Con las vías tradicionales de lucha contra el crimen cerradas para ella, Bárbara encuentra la inspiración en las hazañas de los vigilantes disfrazados, especialmente en la superheroína Canario Negro, miembro de la Liga de la Justicia de América. Utilizando información de la oficina de su padre y la ayuda de amigos hackers informáticos, Barbara irrumpe en la sede de la organización hermana de la Liga de la Justicia, la Sociedad de la Justicia de América, y deja una nota solicitando reunirse con Canario Negro para convertirse en su aprendiz.

Parte 2: Tiempo futuro
Barbara llega al punto de reunión la noche siguiente, donde se encuentra al miembro de la SJA Wildcat. Él le comunica que no remitió la carta a Canario Negro, porque supone que no estaría interesada. Wildcat aconseja a Barbara renunciar a sus aspiraciones. Después de que Barbara abandonara el lugar, Wildcat charla con Doctor Fate, que predice "triunfo y tragedia" en el futuro de Bárbara.
Desalentada, Barbara cae en una depresión durante varios días. Su padre intenta consolarla invitándola a un baile de máscaras para los oficiales de policía y la élite de Gotham. Barbara decide aprovechar la oportunidad para vengarse de su padre y aparece vestida con un traje de Batman modificado, burlándose del contradictorio trato de su padre con el vigilante. Pero antes de que pueda dar a conocer su disfraz, el baile se ve interrumpido por Polilla Asesina, que quiere secuestrar a Bruce Wayne.
El capitán Gordon interviene, pero cae inconsciente. Bárbara, con el traje completo, atrae a Polilla Asesina y deja escapar a Bruce Wayne, llevando la historia hasta el punto donde comenzó inicialmente. Wayne va a su coche, donde se prepara para ponerse el traje de su alter ego, Batman, y llama a su compañero, Dick Grayson, alias Robin, para obtener ayuda.
Barbara persigue a Polilla Asesina a través de un bosque cercano, pero él se escapa en un helicóptero dejando que ella se enfrente a Batman y Robin.

Parte 3: Resplandor
Batman exige saber quién es ella y la recrimina por usar su símbolo. Desafiante, Barbara contesta que nadie le dio a él el derecho de hacer lo que hace. Su enfrentamiento se ve interrumpido con el regreso de Polilla Asesina que desde su helicóptero abre fuego con una ametralladora, mientras se burla de Batman, Robin y "Batgirl". Es la primera vez que se la nombra de esta forma. La policía llega y los enmascarados se dispersan.
Barbara regresa a casa antes de que lo haga su padre y un joven oficial llamado Jason Bard. Ella finge estar enferma y le miente al decir que ella no fue al baile de máscaras. A la mañana siguiente, su padre le pregunta sobre lo de anoche, pero repite la misma mentira. El capitán Gordon parece aceptarlo, pero deja tras de sí un periódico con una fotografía no concluyente de Batgirl y un trozo de traje dejado en la escena, ella se pregunta si sospecha algo. No obstante, Barbara retoma el personaje  y empieza a frustrar crímenes alrededor de Gotham. Después de comprar nuevo equipamiento, Bárbara decide poner a prueba su cuerda de rápel saltando de un rascacielos, sin saber que Batman y Robin la observan.
Mientras tanto, Polilla Asesina intenta convencer a un gánster llamado Tony Bressi para que lo contrate como su protección, pero Bressi lo rechaza por haber sido golpeado públicamente por una chica. Más tarde se revela que la verdadera identidad de Polilla Asesina es la del ex-millonario arruinado, Cameron Von Cleer, que de hecho le debe dinero a Bressi.

Parte 4: Cavernícolas
Barbara salta del rascacielos y todo va bien hasta que su cuerda se rompe a mitad del descenso. Robin se abalanza para atraparla, fue Batman quien cortó la cuerda con un batarang, ya que la cuerda que estaba usando le habría cortado sus manos o dislocado sus brazos, una vez que se pusiese tensa. Todavía furiosa, Bárbara intenta atacarlo, pero él la noquea con gas para dormir.
Bárbara se despierta en la Batcueva y se queda con Robin, que le da un recorrido por sus instalaciones. La lleva a un escenario donde completa una simulación de combate. Barbara cita esto como prueba de que ella es tan capaz como ellos, pero cuando Batman le pregunta por qué quiere hacer esto, ella es incapaz de dar una respuesta clara, sólo que ella puede y cree que Gotham necesita toda la ayuda que pueda obtener. No convencido, Batman deja que Robin la noquee una vez más con gas para dormir.
Bárbara se despierta frente a su casa, sin su capucha. Se da cuenta de que esto significa que ellos saben quién es y le inquieta pensar de que pudieron hablar con su padre. Pero al final del día, Bárbara recibe un paquete de Robin que contiene material de repuesto para la lucha contra el crimen, incluido el cable correcto para saltar de edificios y una nota prometiendo que Batman entrará en razón.

Parte 5: Polilla en una llama
Rechazado por los bajos fondos de Gotham y por sus propios secuaces, Polilla Asesina encuentra una oportunidad de salvar su reputación cuando se le acerca un pirómano llamado Garfield Lynns. Buscando una salida para sus tendencias sádicas, Lynns ofrece su ayuda a Polilla Asesina para vengarse de Batgirl y forman una asociación criminal. Lynns adopta el personaje disfrazado de "Luciérnaga", con un devastador lanzallamas. El primer acto criminal del dúo es intimidar a Tony Bressi para contratarlos.

Parte 6: Ave de presa
Tony Bressi trata de deshacerse de Luciérnaga y Polilla Asesina organizando un elaborado plan; ordena a dos de sus propios secuaces secuestrar al capitán Gordon con trajes similares a Polilla Asesina y Luciérnaga, matarlo en una zona aislada, llamar a los verdaderos Polilla Asesina y Luciérnaga a la ubicación y, al mismo tiempo, informar a la policía sobre su paradero. El plan consiste, por tanto, en incriminarlos en el asesinato de Gordon. Los dobles secuestran con éxito a Gordon, mientras que matan a uno de sus amigos, hiriendo al oficial Bard y prendiendo fuego a un edificio de oficinas en el proceso.
Barbara se entera del secuestro de su padre y llega a la escena como Batgirl donde Jason le dice que oyó a los secuaces mencionar el invernadero de Bressi. Barbara se prepara para ir a allí, pero tropieza con Canario Negro, que también está investigando el delito. Canario, creyendo que Batgirl es una asociada "oficial" de Batman, se ofrece a acompañarla.
Ambas llegan al invernadero y los secuaces de Bressi, todavía disfrazados, toman a Gordon y huyen. En el camino hacia el invernadero, el verdadero Polilla Asesina y Luciérnaga ven a Canario Negro y Batgirl persiguiendo a sus dobles. Los secuaces de Bressi terminan llevando a los cuatro perseguidores a casa de Tony Bressi, donde los verdaderos Polilla Asesina y Luciérnaga tienden una emboscada a todos.

Parte 7: Corazones ardientes
Luciérnaga deduce los planes de Bressi e incinera brutalmente a los dobles, pero también enciende un tanque de combustible que provoca una explosión. En la confusión Barbara evacúa a su padre y los villanos disfrazados escapan de las instalaciones. Barbara deja a Canario Negro velar por Gordon, Bressi y hacer frente a los policías, pero ella tiene que volver a casa a pie, ya que su Batmoto ha sido destruida.
Gordon vuelve a la Jefatura de Policía la misma noche y le pregunta a Robin si Batman está "expandiendo la franquicia", pero Robin le asegura que Batgirl no tiene nada que ver con ellos. Exasperado, Gordon se va, diciendo a Robin que Batman tiene que poner fin a Batgirl o lo hará él mismo.
La siguiente noche, Barbara visita al oficial Bard en el hospital. Barbara agradece a Jason su ayuda, pero él siente que falló  y reconoce que su lesión significa que tendrá que salir de policía. Barbara le asegura que él será capaz de encontrar trabajo en otros campos. Entonces, son interrumpidos por su padre, quien también vino a visitarlo. Avergonzada, Barbara, se va a patrullar como Batgirl para despejar la cabeza.
Mientras despacha a un atracador, Bárbara encuentra a Robin, que le regala una nueva Batmoto y la invita a unirse a él en una llamada de emergencia. Ambos montan sus motos a través de la red de metro de Gotham, donde la situación de emergencia está teniendo lugar.

Parte 8: Justicieros con experiencia
Batgirl y Robin llegan a una plataforma del metro donde arrestan a un criminal novato llamado "El rey del condimento" por acosar a los transeúntes. Perpleja y sin impresionarse, Barbara se pregunta cómo una molestia inofensiva constituye una emergencia, pero Robin le dice que la verdadera emergencia es una situación de rehenes en uno de los trenes. Mientras hablan, Robin sorprende a Barbara con un beso en la boca. Sin decir una palabra más, la pareja continúa por los túneles del metro hacia el tren fuera de control.
Cuando encuentran el tren, Robin informa a Barbara de que Blockbuster, un monstruo deforme está a bordo, aterrorizando a los pasajeros. Barbara hostiga a Blockbuster mientras que Robin evacúa a los pasajeros a otro coche. La lucha de Barbara con Blockbuster termina en el techo del tren, donde Blockbuster intenta aplastar su cabeza, pero ella se salva cuando una losa de hormigón del techo lo noquea.
Robin y Batgirl atan a Blockbuster y dirigen el tren hacia la siguiente estación, donde la policía está esperando. Robin intenta besar a Barbara de nuevo, pero ella lo rechaza. Cuando el tren llega a la estación, el capitán Gordon encuentra a Blockbuster pero no a los jóvenes justicieros, aunque encuentra un mechón de pelo rojo de Barbara en manos de Blockbuster.
Cuando llega de vuelta a casa dispuesto a tener bronca con su hija recibe una llamada de emergencia y sale corriendo de la casa. Barbara le sigue y descubre que el Cuartel general del GCPD ha sido incendiado por Luciérnaga y Polilla Asesina. Barbara decide vestirse como Batgirl, una vez más.

Parte 9: Sangre y cenizas
Polilla Asesina y Luciérnaga observan su obra desde el techo del edificio que incendiaron, y se van en helicóptero. Batgirl usa una cuerda para atarse a sí misma a la aeronave. Luciérnaga la ve, pero ordena a su piloto despegar de todos modos y el helicóptero vuela a través de Gotham con Batgirl al remolque. Batman y Robin llegan con su propia aeronave, pero admiten que no tienen forma de hacer tomar tierra a los villanos sin matarlos a ellos o a Batgirl, por lo que esperan a ver qué puede hacer ella.
Mientras es arrastrado por el aire, Barbara realiza una arriesgada maniobra que hace que el helicóptero se estrelle en una azotea mientras ella cae en una piscina. Polilla Asesina y Luciérnaga, heridos, son aprehendidos por Batman y Robin mientras que Barbara mira desde la distancia, disgustada porque mientras que ella hizo todo el trabajo ellos van a recibir todo el crédito.
Unos días más tarde, Barbara aún no ha hablado con su padre, pero siente que su carrera como Batgirl ha terminado. Sin embargo, es invitada por Batman a la Batcueva, donde lleva a cabo otro curso de obstáculos contra simulaciones de sus más peligrosos enemigos. Batman le advierte que si no deja de ser Batgirl en este momento, este será su futuro a partir de ahora. Bárbara completa el desafío de todos modos. Batman la lleva afuera, a la tumba de Thomas y Martha Wayne donde revela su identidad como Bruce Wayne, permitiendo a Barbara entender finalmente las razones de su misión. Bárbara hace un juramento de lealtad a Batman y sus ideales, pero pide un último favor a cambio.
En el techo del Cuartel General de Gotham, Batman llega con Batgirl para reunirse con el capitán Gordon. Batman le dice a Gordon que quiere tomar a Batgirl bajo su supervisión y le pide su aprobación. Reacio, Gordon dice que va a permitirlo, pero prohíbe a Batman tomar más protegidos. Inmediatamente después de que Batman y Batgirl se van, Gordon sale a través de la escalera y se sorprende al ser recibido por Bárbara, que le pregunta si esperaba a alguien más, la 'Batgirl' que Batman llevó era en realidad Robin disfrazado.
Al día siguiente, Barbara ayuda a Jason Bard mudarse a una oficina en donde planea trabajar como detective privado. Jason le pregunta a Barbara sobre sus propios planes y ella revela su interés por la política. La escena cambia a Batgirl, enfrentándose a El Espantapájaros junto a Batman y Robin. Barbara prefiere centrarse en el ahora que en el futuro.